# Jadzsna
A jadzsna, néha: jadzsnya, szanszkrit szó (यज्ञ), jelentése: áldozat, felajánlás. A hinduizmusban használt kifejezés, a dharma három fő ágának egyike.
A hinduizmus mást ért áldozat alatt mint a nyugati ember közönségesen. Áldozatnak, jadzsnának nevezik mindazt, ami az embert bekapcsolja a Nagy Kerék forgásába, vagy másképp a Mindenség létadó áramkörébe. Ez utóbbi hasonlatot folytatva, az egyének olyanok, mint megannyi villanykörte, izzótest, amelyek a végtelen áramvezetéken függnek. Amíg nem kapcsolódnak be az áramba, a maguk sötét és elkülönült létüket élik. Csak akkor válnak valóban teljessé, akkor felelnek meg rendeltetésüknek, amikor bekapcsolódnak a kozmikus, végtelen áramba és ez fényre gyúl bennük. Ez a bekapcsolódás az egyén elkülönülésének szempontjából bizonyos áldozatot jelent.
A Bhagavad Gítá a Jadzsnáról, az örök áldozati műről is szól: azzal kezdi, hogy a Teremtő az Emberrel egyidejűleg hozta létre a Jadzsnát, az áldozatot; az áldozati mű az, amely az Embert a felsőbb hatalmakkal és erőkkel összekapcsolja; adnunk kell valamit önmagunkból, mindannak ellenértékképpen, amit mi kapunk a léttől; s aki nem így tesz, az tolvajként veszi el magának a létezés dolgait. Krisna – a Fenntartó Istenség megtestesülése – a maga isteni példájára hivatkozik: a Legfőbb Valóság, Isten maga is, akit nem köt semmi, mintegy áldozatot hozott a teremtésben, azzal, hogy a maga éltető lényegét árasztotta szét a Mindenségbe.
Aki jóllakik anélkül, hogy másoknak is adna, bűnt eszik és iszik, de aki csak az áldozatból megmaradtat fogyasztja, az helyesen cselekszik. - írja a Bhagavad-gíta. A hívő hindu a házába lépő emberben nem egyszerűen csak vendéget lát, hanem alkalmat arra, hogy az idegen személyében az egész emberiséget tisztelje és áldozati adományában részesítse. Ez magyarázza meg, hogy még a legszegényebb hindu is szívesen ad a koldusnak. Elutasítani azt, aki segítségért hozzánk fordul, mindennél nagyobb bűn - mondja a Mahábhárata.

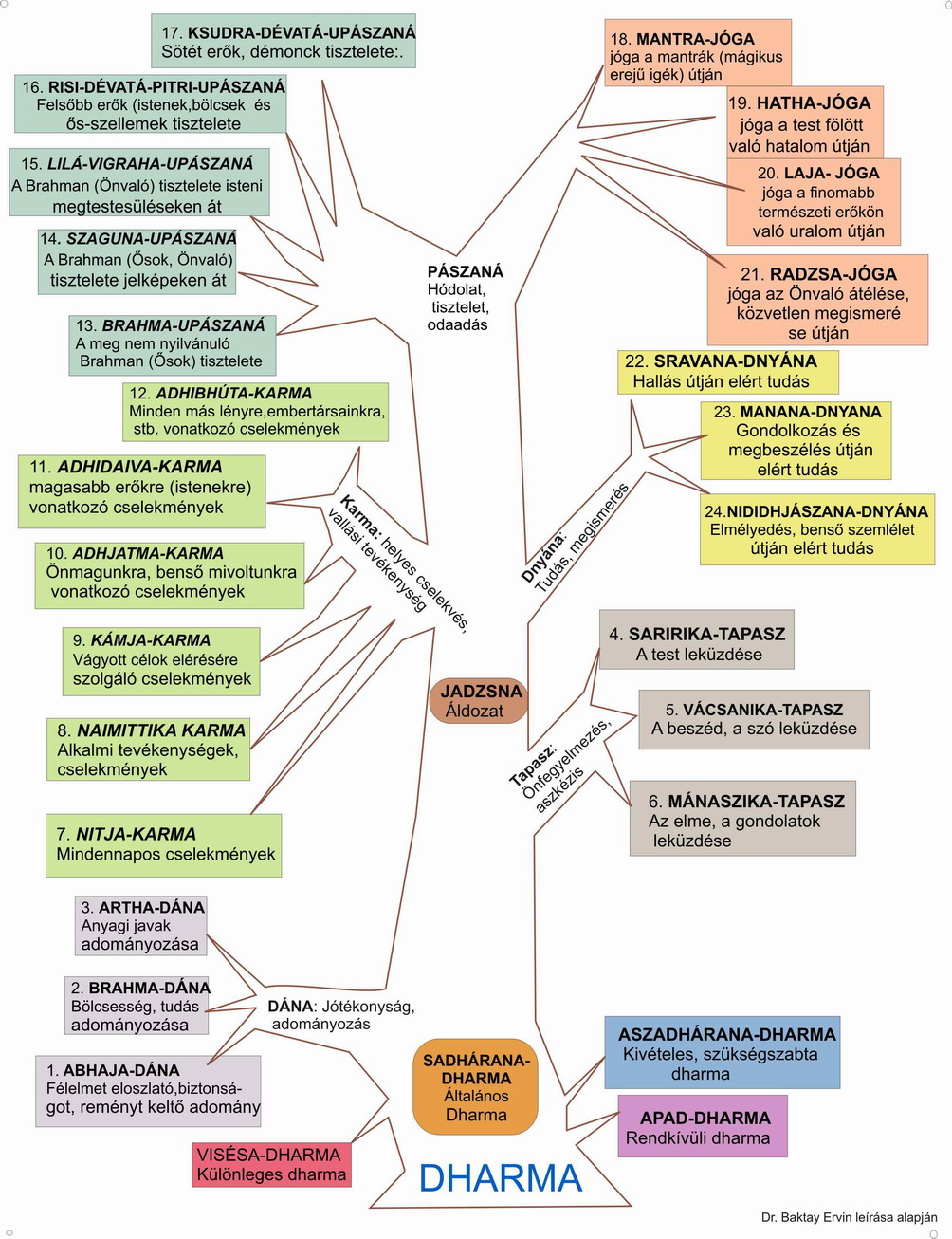
A Dharma ágazatai

## Ágai
Az áldozat (jadzsna) három nagy ágra oszlik, azok pedig további ágazatokra:
- Karma-jadzsna - vallásos cselekedetekben megnyilvánuló áldozat (a karma itt nem az ok okozati felfogásban szerepel, hanem mint tett, cselekvés)[2]
  - Nitja-karma: mindennapos cselekmények vallási értelemben
  - Naimittika-karma: alkalmi cselekmények, amelyek olyan természetűek, hogy teljesítésük érdemmel, lelki gyarapodással jár
  - Kámja-karma: olyan vallási cselekmények, amelyek valami kifejezett célnak, vágybeli dolgoknak az elérését célozzák. Ilyen lehet például az is, hogy gyermektelenek gyermekáldásért visznek véghez bizonyos vallásos cselekményeket.

- Upászaná-jadzsna (vagy pászaná-jadzsna) - a hódolat, gyakorlati istentisztelet áldozati műve. Részei az upászaná és a jóga ágazatok csokra.
  - Brahma-upászaná: A meg nem nyilvánuló Brahman (Ősok) tisztelete
  - Szaguna-upászaná: A Brahman (Ősok, Önvaló) tisztelete szimbólumokon, attribútumokon át
  - Lilá-vigraha-upászaná: A Brahman tisztelete isteni megtestesüléseken át. A hinduk az Egyisten-Háromság (trimúrti) második személyének, Visnak, a Fenntartónak tulajdonítják azt a szerepet, hogy testet öltve alászáll a földi létbe és tanító, vezérlő, üdvözítő munkát végez. A dharma egyetemes tana itt nemcsak az ismert avatárákat érti, hanem általában az isteni megtestesülés fogalmát. Így válik érthetővé, miért tartja nagyra a fejlett szellemiségű hindu a kereszténységet is: Jézusban is avatárt lát és készséggel elfogadja teljes-megtestesülésnek.[1] Hogy nem válik kereszténnyé, ez azért van, mert a dharma tanának alapján tudja, hogy, "minden helyes út Istenhez vezet."
  - Risi-dévatá-pitri-upászaná: Felsőbb erők (dévák, risik és ős-szellemek tisztelete). A dévák a félistenek, a risik az ősbölcsek, akik mintegy közvetítői voltak Isten teremtő és életadó munkájának. A pitrik, vagyis az ős-szellemek az emberi faj ősei, nem annyira testi, mint inkább elvi értelemben.
  - Ksudra-dévata-upaszana: Sötét erők, démonok tisztelete. A hinduk között igen nagy a száma azoknak a szektáknak, amelyek voltaképpen csak a démontiszteletig jutottak el.

A jóga egyesülést, eggyé-válást jelent, művelői a jógik, akik szellemi koncentrációval, összpontosítással az univerzummal, a mindenséggel való egyesülésre törekednek, végső soron a teremtő Brahmannal. Ágazatait lásd a jóga cikkben.
- Dnyána-jadzsna - a tudás és megismerés metafizikai, nem racionális áldozati műve.
  - Sravana-dnyána: hallás útján elért tudás
  - Manana-dnyana: gondolkozás és megbeszélés útján elért tudás
  - Nididhjaszana-dnyána: elmélyedés, benső szemlélet útján elért tudás

## Fordítás
- Ez a szócikk részben vagy egészben  a   Yajna című angol Wikipédia-szócikk fordításán alapul.  Az eredeti cikk szerkesztőit annak laptörténete sorolja fel. Ez a jelzés csupán a megfogalmazás eredetét és a szerzői jogokat jelzi, nem szolgál a cikkben szereplő információk forrásmegjelöléseként.